# Dry Goods

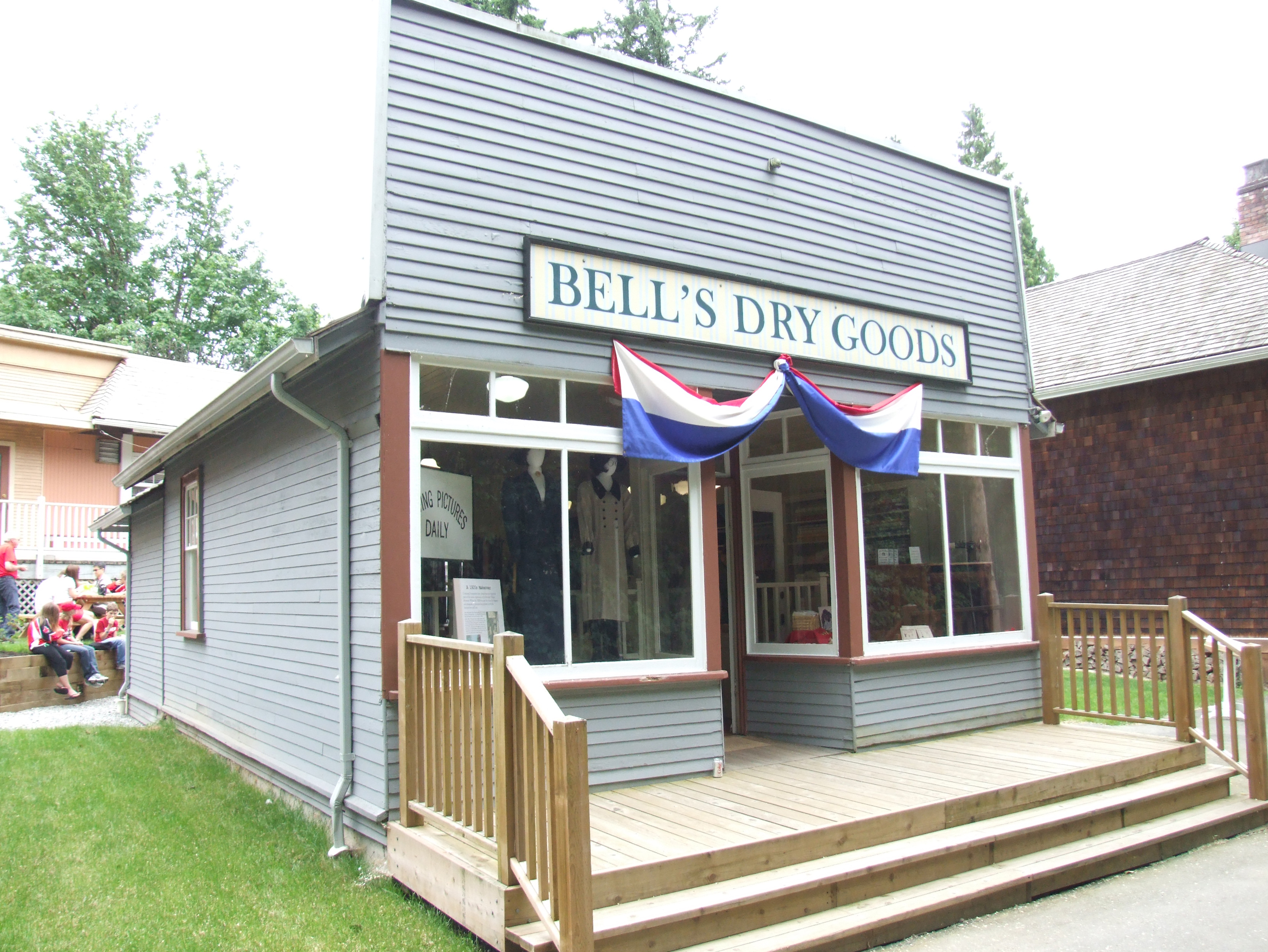
Exterior d'una botiga de Dry Goods al Museu Burnaby Village, Columbia Britànica, Canadà

Dry Goods (eng. Articles secs) és un terme històric que descriu el tipus de línia de productes que comercialitzava un tipus de magatzem, que diferia per a cada regió. El terme prové del comerç tèxtil i les botigues semblen haver-se estès amb el comerç mercantil pels territoris colonials britànics (i antics territoris) com a mitjà per portar subministraments i productes manufacturats a una gran varietat d'assentaments i magatzems que s'estenien arreu del món. A partir de mitjans dels anys del 1700, aquestes botigues van començar venent subministraments i productes tèxtils a comunitats remotes i molts van personalitzar els productes que portaven segons les necessitats de la zona. Aquesta va continuar sent la tendència fins a principis dels anys del 1900. Amb l'augment dels grans magatzems i les vendes per catàleg, es va iniciar la disminució de les botigues de Dry Goods i el terme ha quedat en gran manera fora d'ús.

## Ús a la Commonwealth

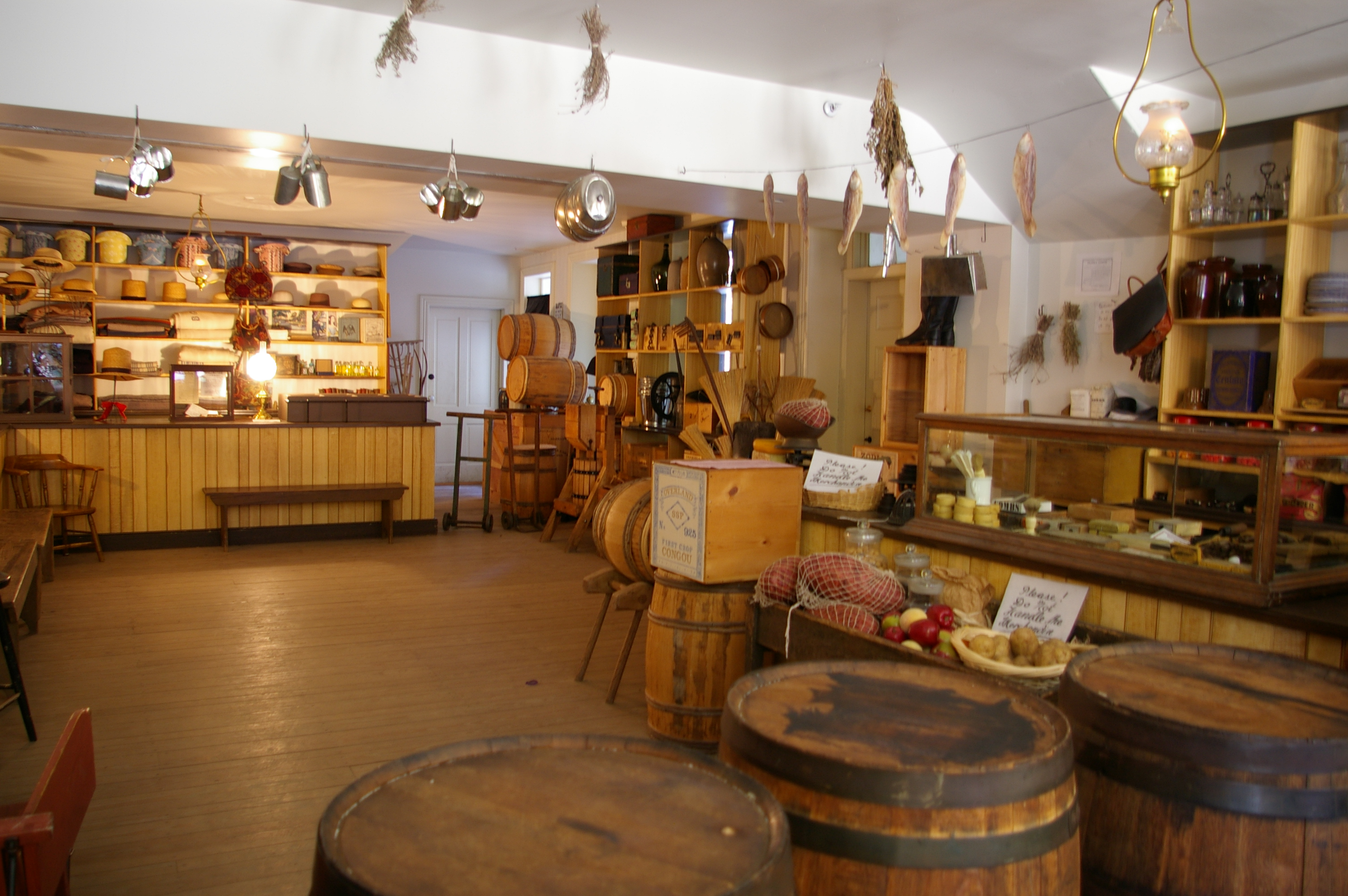
Magatzem de Dry Goods, a Harper's Ferry

Als països de la  Commonwealth, els Dry Goods són aliments secs (secs, conservats) que tenen una durada d'anys fins a una vida útil indefinida. Estan "secs" perquè no es guarden en cap conservant anti-fong ; o bé, líquid anti-bacterià, que humitegi la seva superfície. En referència als dies anteriors a la refrigeració de principis del segle xx, aquests aliments podien ser transportats i emmagatzemats sense perill immediat de fer-se malbé, i sense el pes i la fragilitat inherents dels envasos impermeables de vidre o ceràmica. En són exemples les faves seques, les farines, els cereals integrals o els flocs de civada.

## Ús als EUA

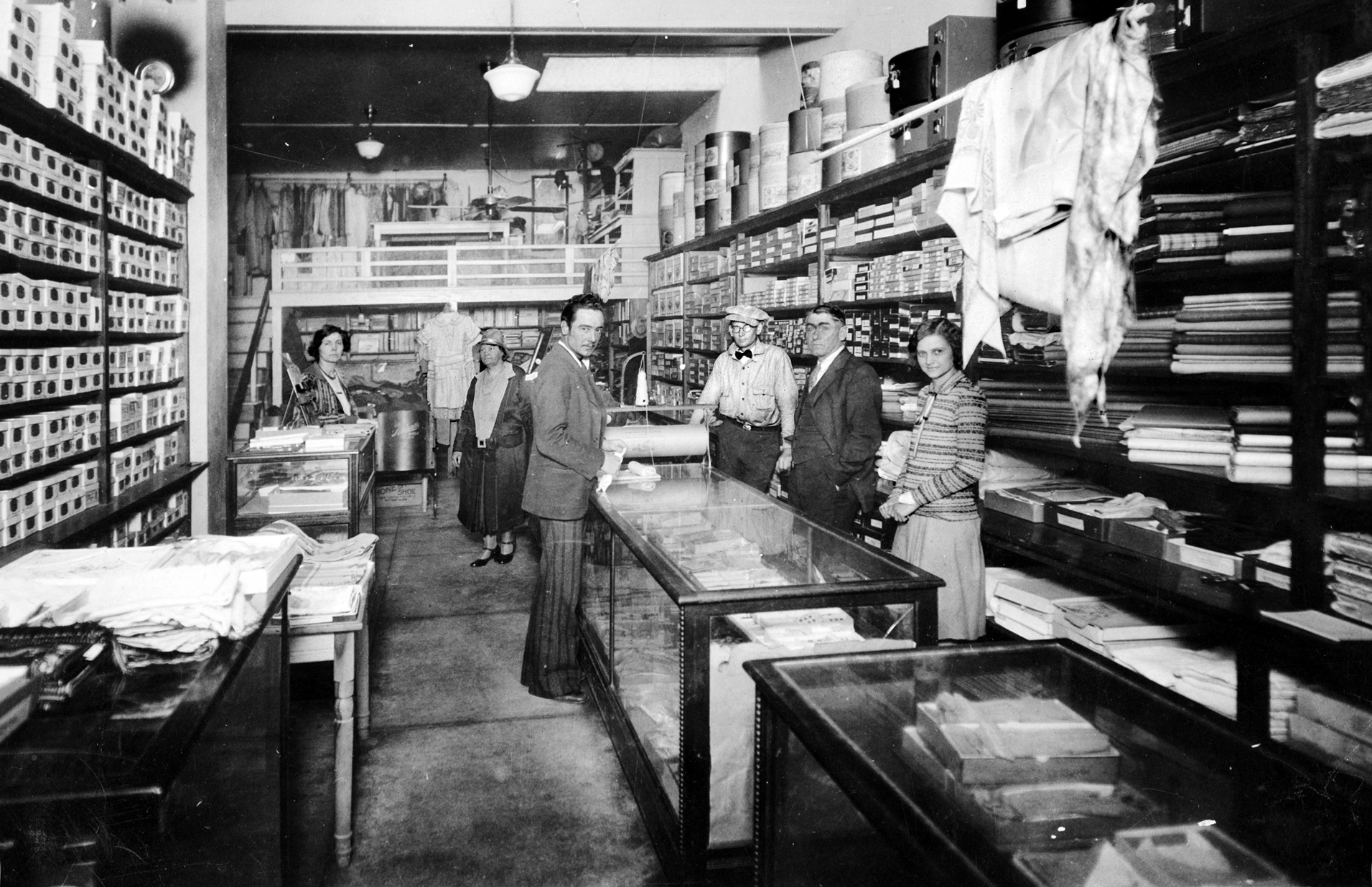
Dry Goods de Cochran a Livingston, TX circa 1946

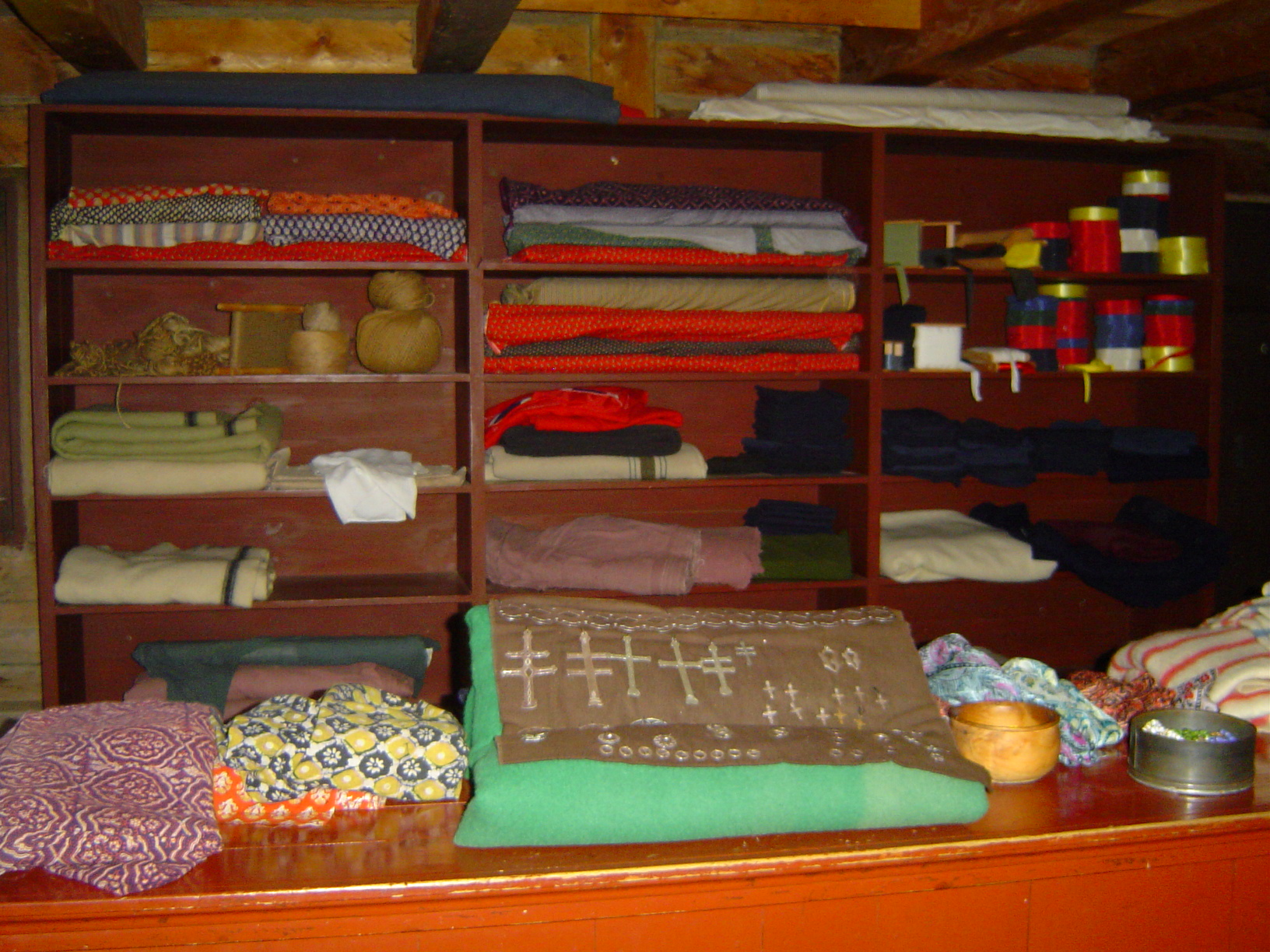
Materials d'una Dry Goods store

Als Estats Units, els Dry Goods són productes com tèxtils, prêt-à-porter i objectes de cura personal. Als Estats Units venda al detall, una botiga de Dry Goods porta articles de consum que es diferencien dels que porten les ferreteries i les botigues de queviures.
El terme Dry Goods s'emprava a Anglaterra per a definir els tèxtils al 1742 o fins i tot un segle abans. Els Dry Goods podien ser distribuïts per botigues especialitzades només en aquells productes (un tipus de botiga especialitzada) o podien ser distribuïts per una botiga general o un gran magatzem.
A principis del segle xx, moltes botigues de Dry Goods es van expandir a altres línies de mercaderies, i el terme va desaparèixer en gran manera tant de l'ús quotidià com dels noms oficials de les empreses interessades.